# Built to Spill
Built to Spill ist eine US-amerikanische Indie-Rock-Band aus Boise, Idaho. Vor der Gründung der Band im Jahre 1992 durch Doug Martsch, Brett Nelson und Ralf Youtz war Martsch Sänger und Gitarrist der Band Treepeople. Scott Plouf war Schlagzeuger beim ersten Beck-Album One Foot in the Grave.

## Geschichte

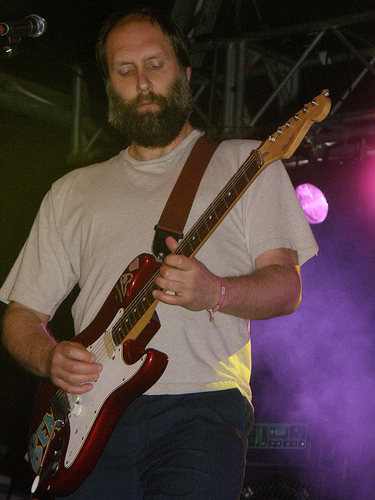
Doug Martsch, Primavera Sound Festival

1993 erschien mit Ultimate Alternative Wavers das erste Studioalbum der Band. Seitdem veränderte sich die Besetzung von Built to Spill mehrere Male. Lediglich Doug Martsch, der als Kopf der Gruppe gilt, ist ständiges Mitglied der Band. Im September 2022 wurde Where The Wind Forgets Your Name, das zehnte Album der Band, veröffentlicht.
Maßgeblich beeinflusst wurde der Sound der Gruppe durch Dinosaur Jr., Pavement und Neil Young. Doug Martsch gründete in Zusammenarbeit mit dem Sänger und Labelgründer Calvin Johnson die Band Halo Benders.

## Diskografie
- Ultimate Alternative Wavers (1993)
- There’s Nothing Wrong with Love (1994)
- The Normal Years (1996)
- Perfect from Now On (1997)
- Keep It Like a Secret (1999)
- Live (2000)
- Ancient Melodies of the Future (2001)
- You in Reverse (2006)
- There Is No Enemy (2009)
- Untethered Moon (2015)
- When the Wind Forgets Your Name (2022)[2]